# Константин Константинович
Великий князь Константи́н Константи́нович, поэтический псевдоним К. Р. (10 [22] августа 1858, Стрельна — 2 [15] июня 1915, Павловск) — член Российского Императорского дома, генерал-адъютант (1901), генерал от инфантерии (1907), генерал-инспектор военно-учебных заведений, президент Императорской Санкт-Петербургской академии наук (1889), поэт, переводчик и драматург.

## Биография
Второй сын великого князя Константина Николаевича и великой княгини Александры Иосифовны, внук Николая I. При крещении пожалован орденами Св. Апостола Андрея Первозванного, Св. Александра Невского и Св. Анны 1-й степени, назначен шефом 15-го Тифлисского гренадерского полка и зачислен в списки лейб-гвардии Конного и Измайловского полков, лейб-гвардии батарейной № 5 батареи 3-й Гвардейской и гренадерской артиллерийской бригады (1-я батарея лейб-гвардии 3-й артиллерийской бригады) и Гвардейского экипажа. В 1859 году зачислен в списки лейб-гвардии 4-го стрелкового Императорской Фамилии батальона. В 1865 году произведён в прапорщики и пожалован орденами Белого Орла и Св. Станислава 1-й степени.
Получил разностороннее домашнее образование. В его обучении и воспитании принимали участие известные историки С. М. Соловьёв, К. Н. Бестужев-Рюмин, музыкальный критик Г. А. Ларош (теория музыки), виолончелист И. И. Зейферт и пианист Рудольф Кюндингер (музыка), писатели И. А. Гончаров и Ф. М. Достоевский. С детства великого князя готовили к службе на флоте. С 7 лет его воспитателем был назначен капитан 1-го ранга А. И. Зеленой, состоявший в этой должности до совершеннолетия великого князя. Занятия велись по программе Морского училища. В 1870 году (с июня по август) в составе учебной эскадры Морского училища (кадетского корпуса) ходил на фрегате «Громобой» по Балтийскому морю. В 1872 году вместе с братом Дмитрием Константиновичем на фрегате «Пересвет» посетил порты Финляндии. В 1874 и 1876 годах гардемарином совершил дальнее плавание в Атлантический океан и Средиземное море на фрегате «Светлана». В августе 1876 года сдал экзамен по программе Морского училища и был произведён в чин мичмана. На фрегате «Светлана» в составе отряда судов Атлантического океана в 1877 году (с 1 января по 5 мая) посетил США, где 16 апреля вместе с великим князем Алексеем Александровичем участвовал в торжественном обеде, данном президентом Ратерфордом Хейсом в их честь.

Участник Русско-турецкой войны 1877—1878 годов. 17 октября 1877 года награждён орденом Святого Георгия 4-й степени: 
В награду отличной храбрости и распорядительности, оказанных Вашим Императорским Высочеством 2-го октября 1877 года при воспрепятствовании турецким войскам переправиться через Дунай у Силистрии, причём Вашим Высочеством лично был спущен брандер против турецкого парохода, Всемилостивейше пожаловали Мы Ваше Императорское Высочество Указом в 17-й день октября 1877 года, Капитулу данным, кавалером Императорского ордена Нашего Св. Великомученика и Победоносца Георгия 4-й степени

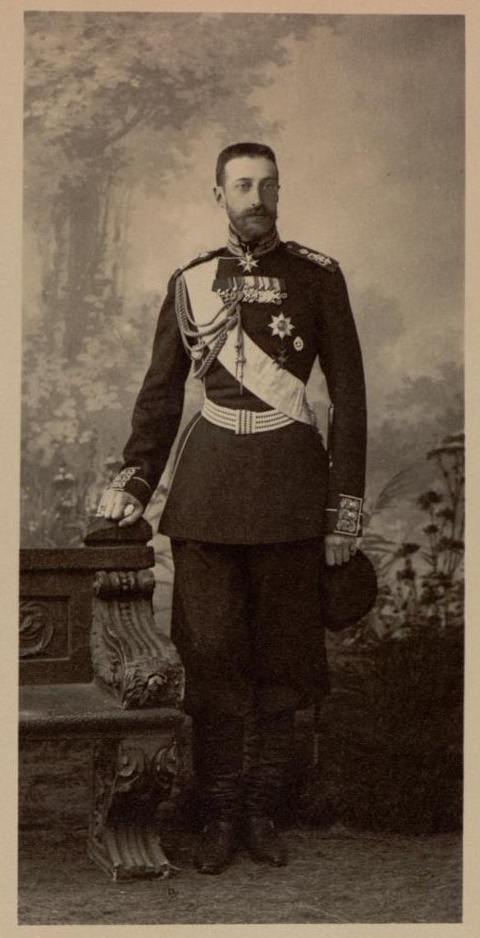
Великий князь Константин Константинович. 1891 г.

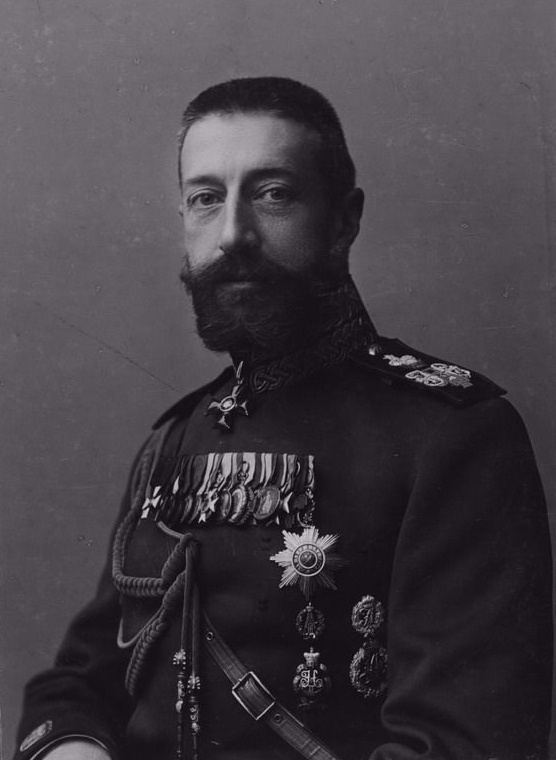
Великий князь Константин Константинович. 1903 г.

В мае 1878 года произведён в лейтенанты флота. В августе 1878 года назначен флигель-адъютантом. В январе — сентябре 1880 года командовал ротой Гвардейского экипажа. В сентябре 1880 года назначен вахтенным начальником на корабль «Герцог Эдинбургский», на котором до января 1882 года находился в плавании по Средиземному морю. Во время этого плавания, 21-31 мая 1881 года с двоюродными братьями Великими князьями Сергеем Александровичем и  Павлом Александровичем совершил паломничество на Святую Землю. В ходе паломничества по святыням Палестины Великих князей сопровождал выдающийся подвижник, учёный-византинист, начальник Русской Духовной Миссии в Иерусалиме архимандрит Антонин (Капустин).

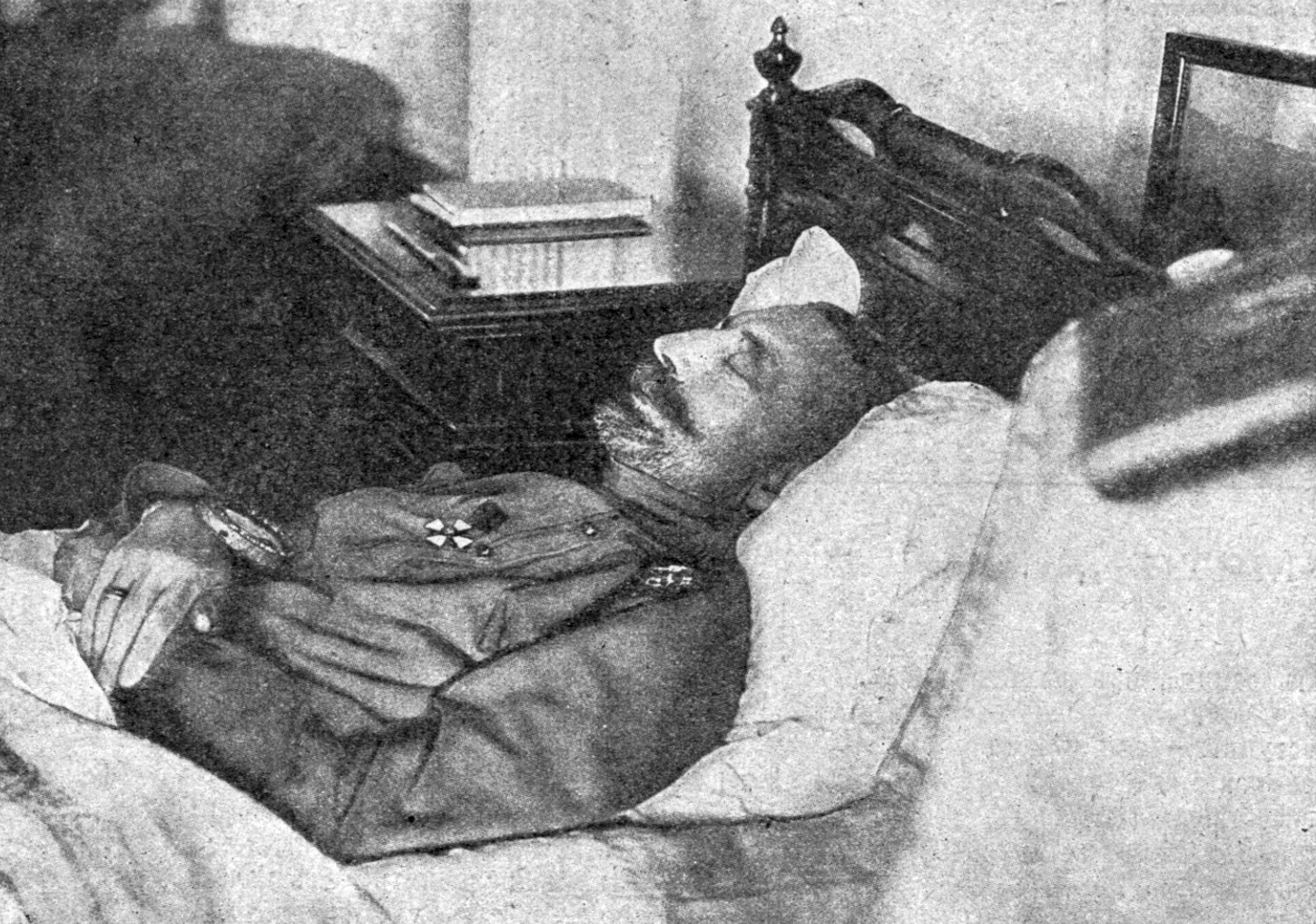
Константин Константинович на смертном одре

Летом 1881 года, Константин Константинович посетил Афон; в беседе со старцем он выразил желание «приносить великую пользу» в духовном сане, но старец сказал, что «пока ждет меня иная служба, иные обязанности, а со временем, быть может, Господь благословит намерение. Дай Бог, чтобы сбылись слова святого старца».
В 1882 году по болезни переведён в сухопутное ведомство и в августе произведён в штабс-капитаны гвардии. До конца 1883 года находился в заграничном отпуске, во время которого познакомился со своей будущей женой. В декабре 1883 года назначен командиром роты Его Величества лейб-гвардии Измайловского полка. В 1887 году произведён в капитаны гвардии, а 23 апреля 1891 года — в полковники и назначен командующим лейб-гвардии Преображенским полком. 6 декабря 1894 года произведён в генерал-майоры, с утверждением в должности командира полка. Почётный член Московского университета (1895). В 1898 году назначен в Свиту Его Величества.

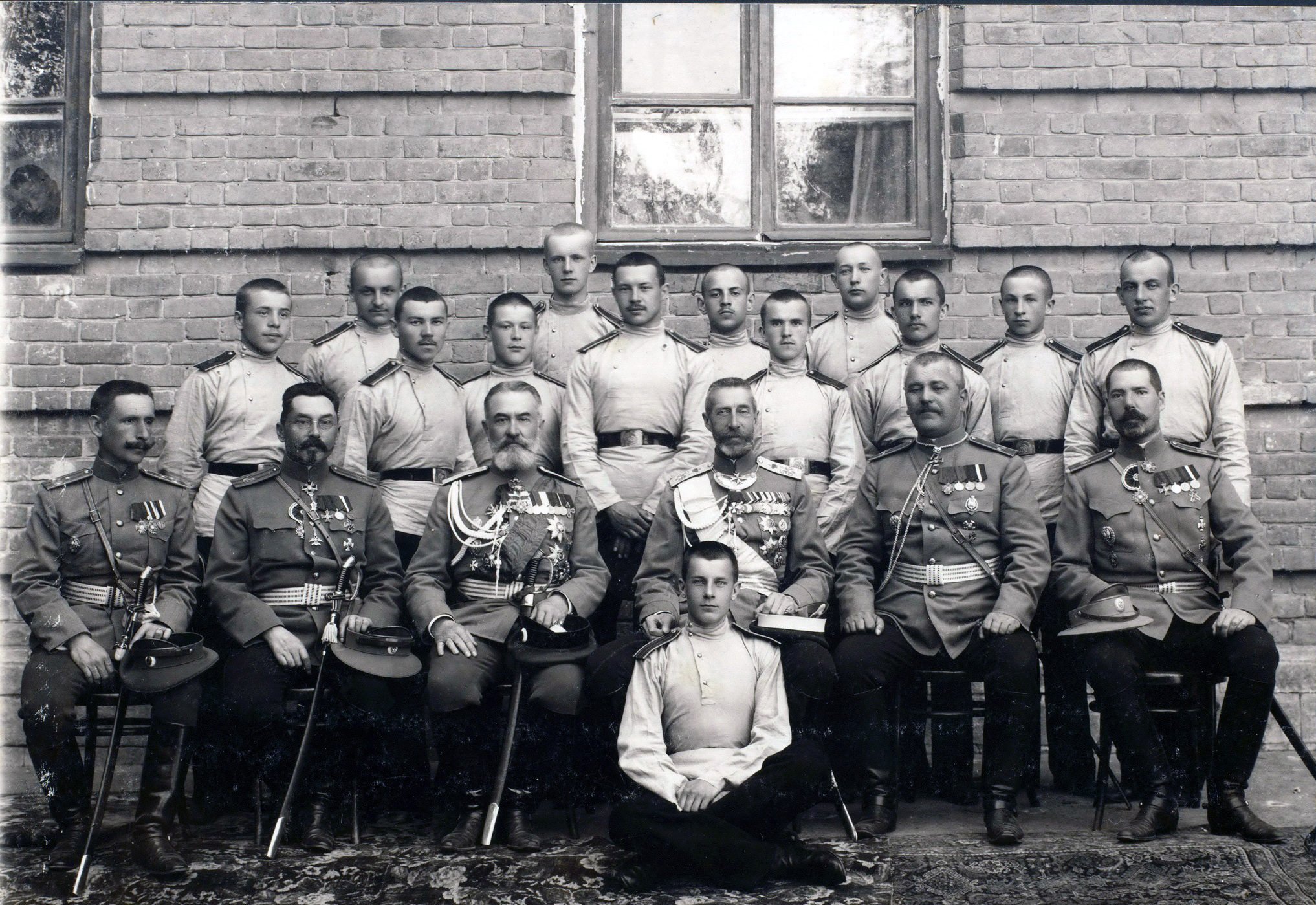
Константин Константинович (в центре) с преподавателями и учащимися Вольского кадетского корпуса, 17 мая 1914 года

4 марта 1900 года назначен Главным начальником Военно-учебных заведений (с 13 марта 1910 года — генерал-инспектор Военно-учебных заведений), после чего объехал все вверенные ему заведения. По итогам инспекции появился приказ, в котором великий князь высказался о задачах военного воспитания: «Закрытое заведение обязано, по мере нравственного роста своих воспитанников, постепенно поднимать в них сознание их человеческого достоинства и бережно устранять всё то, что может унизить или оскорбить это достоинство. Только при этом условии воспитанники старших классов могут стать ТЕМ, чем они должны быть, — цветом и гордостью своих заведений, друзьями своих воспитателей и разумными направителями общественного мнения всей массы воспитанников в добрую сторону».

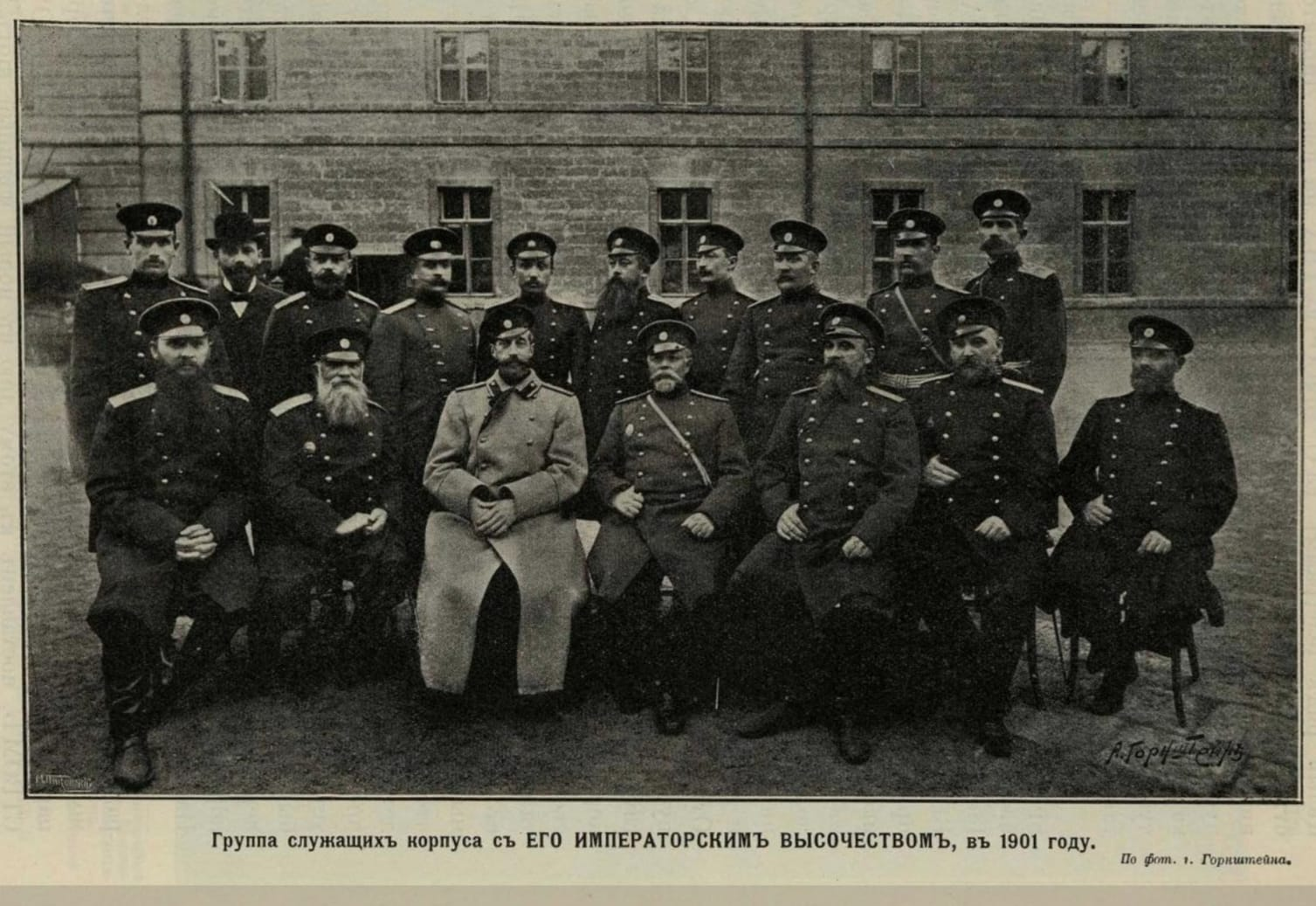
Константин Константинович среди офицеров и преподавателей Одесского кадетского корпуса. 1901 г.

Дважды посещал Одессу для наблюдения за строительством кадетского корпуса, а 6 октября 1902 года присутствовал при освящении корпусного храма в память святых равноапостольных братьев Кирилла и Мефодия. На следующий день великий князь знакомился со вновь поступившими в корпус. В зале 3-й роты в присутствии великого князя состоялся музыкально-литературный вечер с участием хора певчих, духового корпусного оркестра и отдельных исполнителей-кадет. «Я выношу от Одесского Кадетского Корпуса, от освящения его храма и всего виденного мною самое приятное впечатление», — были слова Великого князя перед его отъездом.
В память об этом посещении Одессы  на территории бывшего Кадетского корпуса  в 1999 году был установлен бюст великому князю Константину Константиновичу. В декабре 2015 года памятник был демонтирован.
1 января 1901 года великий князь Константин Константинович произведён в генерал-лейтенанты и назначен генерал-адъютантом. 6 декабря 1907 года произведён в генералы от инфантерии. 2 марта 1911 года назначен присутствующим в Правительствующем Сенате (с оставлением в остальных должностях). В 1913 году, за отличие по службе, великий князь Константин Константинович награждён орденом Святого Владимира 1-й степени (4-я степень — 1883 год, 3-я степень — 1896 год, 2-я степень — 1903 год).
Состоял также шефом 2-го батальона лейб-гвардии 4-го стрелкового Императорской Фамилии полка, в списках лейб-гвардии Преображенского полка, Павловского военного и Константиновского артиллерийского училищ, Пажеского корпуса и Оренбургского казачьего войска. Почётный член Николаевской инженерной академии (с 1904 г.), Императорской военно-медицинской академии и Михайловской артиллерийской академии.

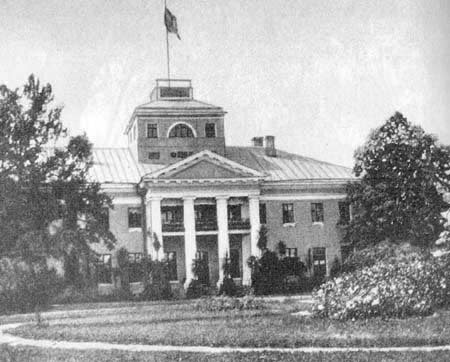
Усадьба Осташёво на берегу реки Рузы

В 1887 году избран почётным членом Императорской Академии наук, а в 1889 году был назначен её президентом («августейший президент»). По его инициативе при Отделении русского языка и словесности был учреждён Разряд изящной словесности, по которому в почётные академики избирались известные писатели — П. Д. Боборыкин (1900), И. А. Бунин (1909), В. Г. Короленко (1900), А. В. Сухово-Кобылин (1902), А. П. Чехов (1900) и другие. Возглавлял комитет по празднованию 100-летия со дня рождения А. С. Пушкина. При содействии великого князя было открыто новое здание Зоологического музея в Санкт-Петербурге.
В 1889 году избран почётным попечителем Педагогических курсов при петербургских женских гимназиях. Состоял председателем Императорского Русского археологического общества (с 1892 года), Императорского общества любителей естествознания, антропологии и этнографии, Императорского Российского общества спасания на водах, Императорского Православного Палестинского общества и Санкт-Петербургского яхт-клуба. Действительный член Императорского общества поощрения художеств, Императорского Русского музыкального общества. Почётный член Русского астрономического общества, Русского исторического общества, Русского общества Красного Креста, Русского общества содействия торговому судоходству. Великий князь, в юности сам бывший военным моряком, оказал покровительство снаряжаемой академией наук Русской полярной экспедиции барона Э. В. Толля.
Был официальным покровителем созданного в 1911 г. Всероссийского трудового союза христиан-трезвенников и способствовал развитию в России трезвенного движения.
Константин Константинович питал слабость к подмосковным «дворянским гнёздам» и в 1903 году приобрёл на берегу реки Рузы имение Осташёво, где когда-то тайно собирались декабристы. Он писал по этому поводу старшему сыну: «Мы с Мама очень тихо и приятно провели в Осташеве. Оно далеко превзошло ожидания Мама, к великой моей радости. И местность, и дом очень ей понравились, да и не ей одной — все в восторге от нового нашего имения». С тех пор великий князь подолгу жил на берегах Рузы и растил здесь детей; однажды вся семья совершила путешествие по «золотому кольцу» вплоть до Романова-Борисоглебска и Углича. В 1912 году помог приобрести в пользу государства «Домик Лермонтова» в Пятигорске для устройства музея Лермонтова, в нём знаменитый поэт провёл последние два месяца жизни.
Лето 1914 года Константин Константинович с женой и младшими детьми проводили в Германии, на родине жены, где их застало начало Первой мировой войны; были задержаны и выдворены за пределы Германии. Новое тяжелейшее потрясение великий князь испытал осенью 1914 года с гибелью на войне сына, князя Олега. Эти испытания подорвали и без того некрепкое здоровье великого князя.
Великий князь Константин Константинович скончался 2 [15] июня 1915 года, в своём кабинете во дворце в Павловске, в присутствии девятилетней дочери Веры, и был отпет в дворцовой церкви. Он был последним из Романовых, умершим до революции и погребённым в великокняжеской усыпальнице Петропавловской крепости.
Владел Мраморным (Константиновским) дворцом и доходным домом (Спасская ул., д. 21) в Санкт-Петербурге, дворцом в Павловске, имением Осташево в Можайском и Рузском у. Московской губернии, частью имения Уч-Дере в Сочинском округе Черноморской губернии, участками земли в районе рек Херати и Кудебти в Черноморской губернии (1287 десятин, совместно с братом Дмитрием), двумя отдельными участками из состава Мирской казённой лесной дачи Серпуховского лесничества Подольского уезда Московской губернии.
В ходе реставрационных работ великокняжеской усыпальницы в Соборе во имя Святых первоверховных апостолов Петра и Павла (Петропавловском) 22 декабря 1994 года были перезахоронены останки великого князя Константина Константиновича, а 15 июня 1995 года торжественно открыта новая надгробная плита.
В 2014 году при содействии членов Императорского православного палестинского общества в Орле установлена мемориальная доска великому князю Константину Константиновичу, неоднократно посещавшему Орловский Бахтина кадетский корпус.
В честь великого князя Константина Константиновича названы остров Константин [Сёркапё] в Баренцевом море (архипелаг Шпицберген, 76°30′ с.ш., 16°35′ в.д.) и острова Константина в Баренцевом море (архипелаг Шпицберген, 76°30′ с.ш., 16°20′ в.д.).

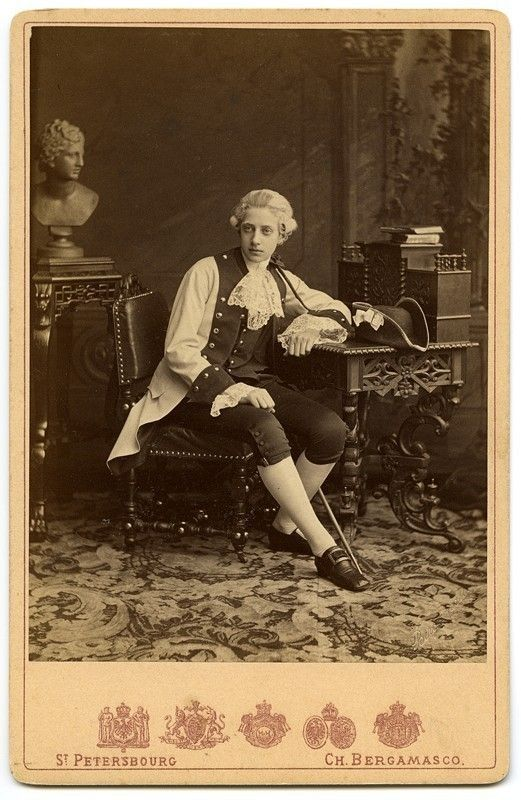
Великий князь Константин Константинович в роли Моцарта, 1880г.
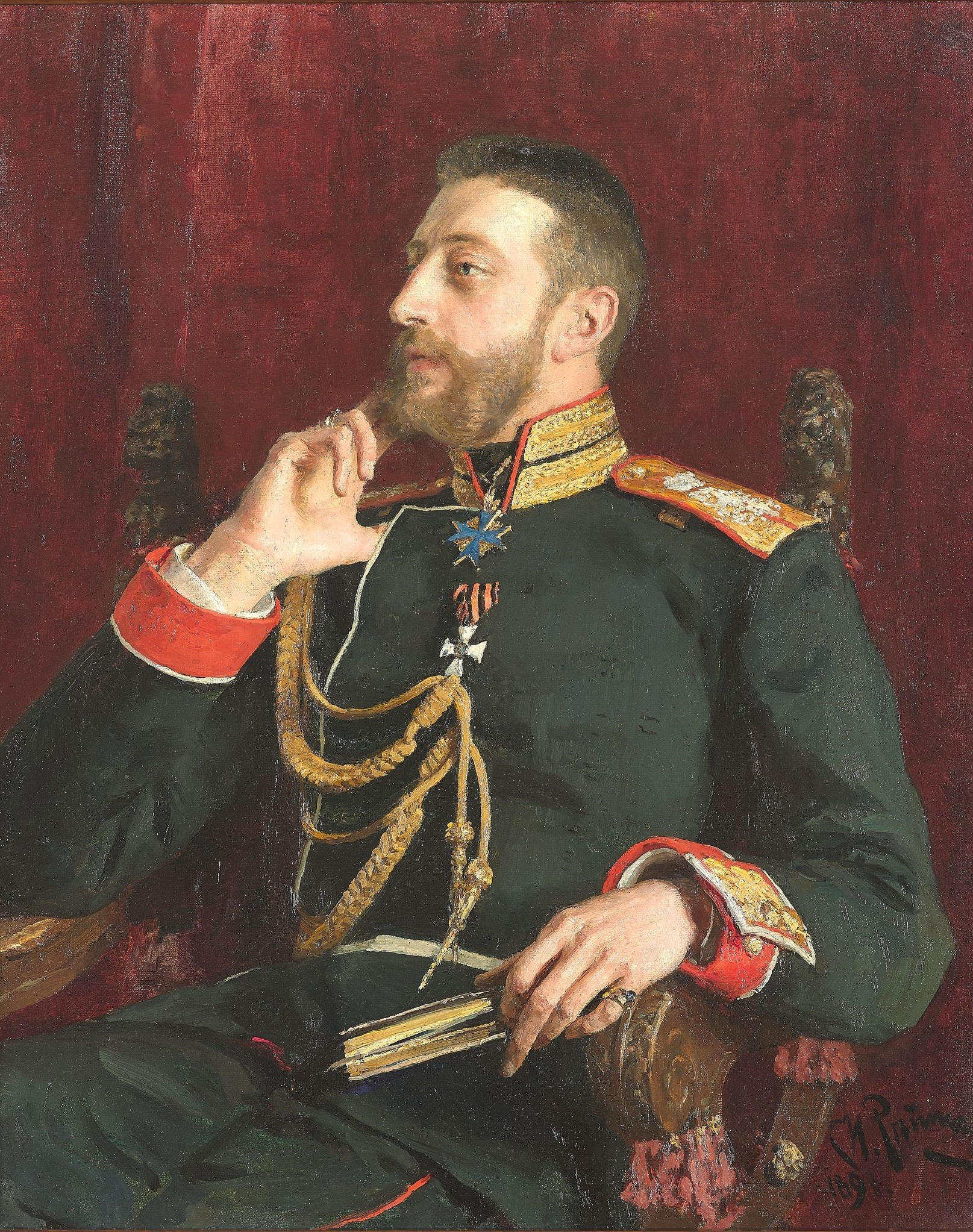
Портрет кисти Ильи Ефимовича Репина, 1891г.
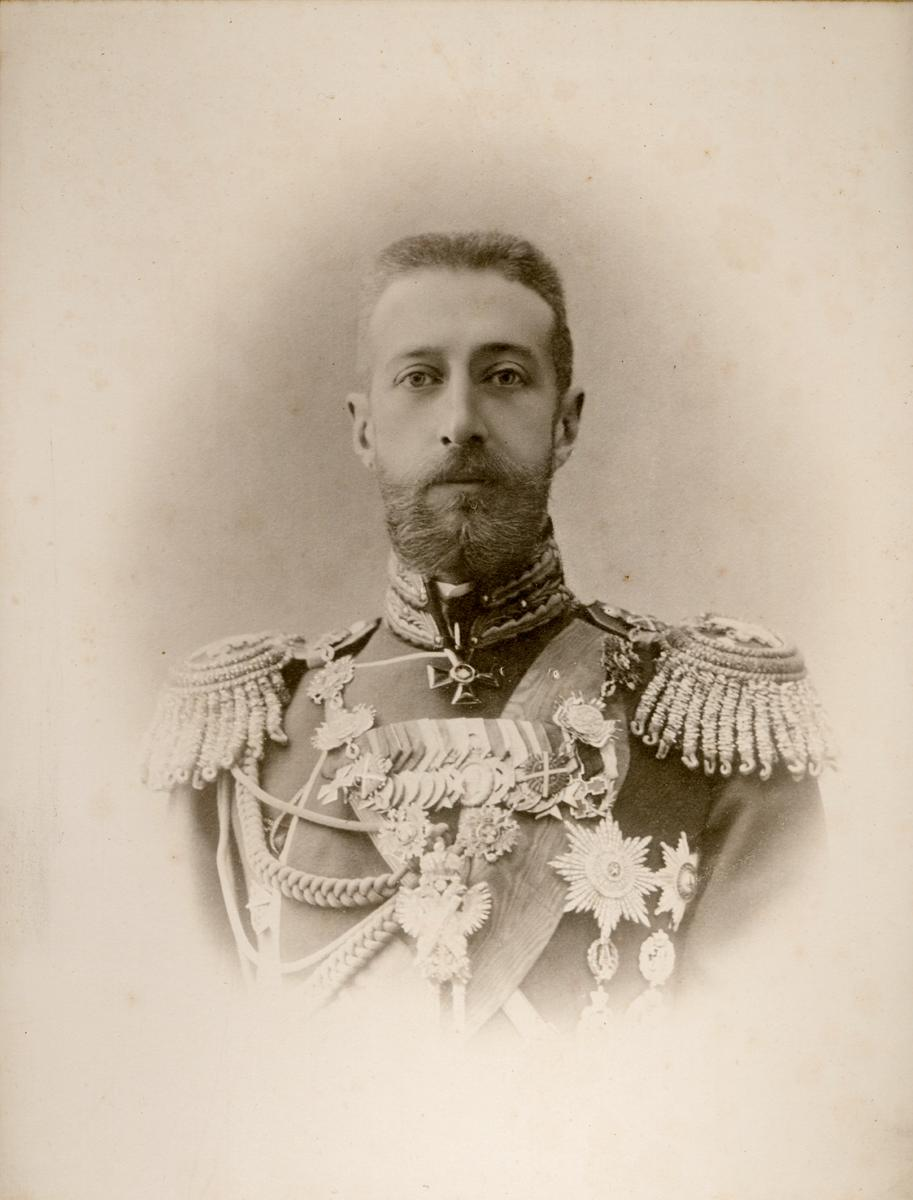
Великий князь Константин Константинович в парадной форме. 1900-е гг.
Фотография с подписью К.Р. 1903г.
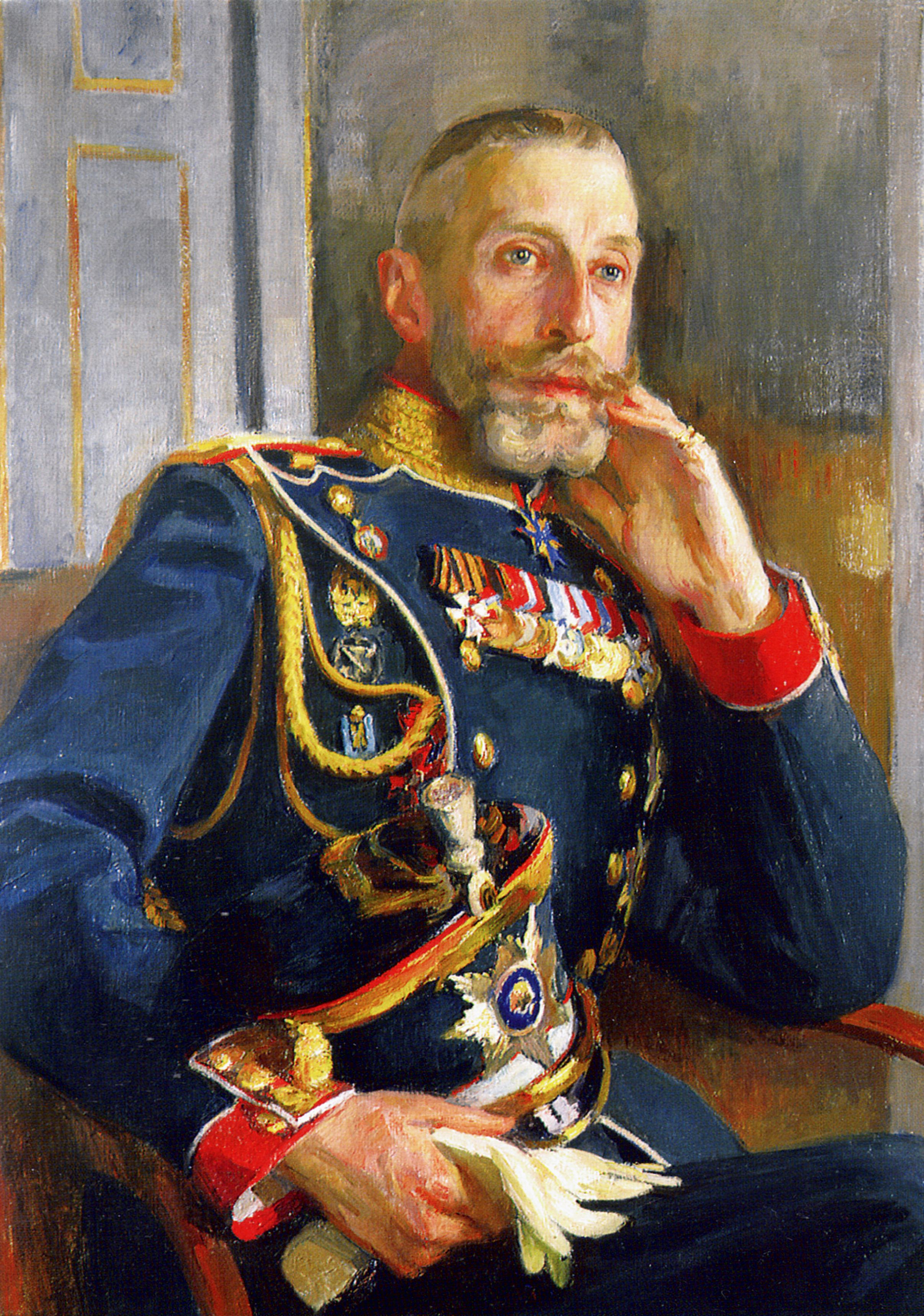
На портрете Осипа Браза, картина 1912 г.
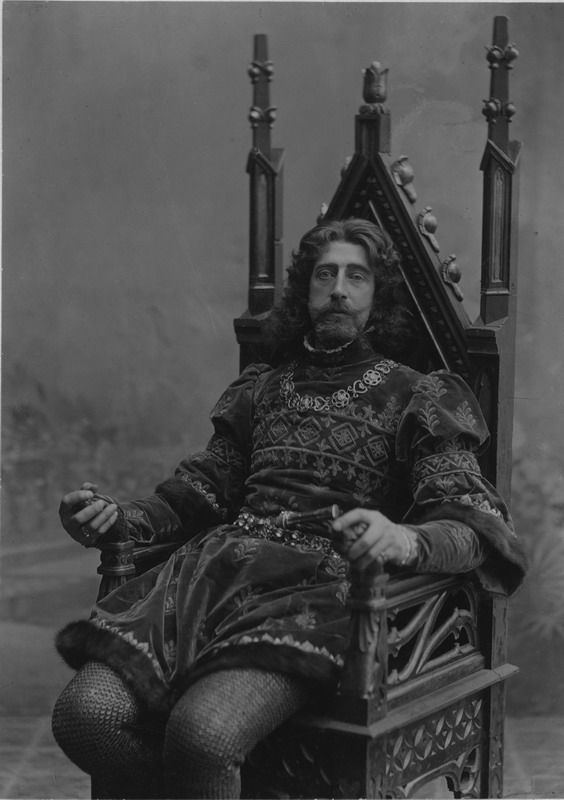
Константин Константинович в роли Дона Сезара в спектакле 'Мессинская невеста'. 1909г.

## Военные чины и звания
- Гардемарин (10.08.1874)
- Мичман (10.08.1876)
- Лейтенант (21.05.1878)
- Флигель-адъютант (09.09.1878)
- Штабс-капитан (30.08.1882)
- Капитан (05.04.1887)
- Полковник (21.04.1891)
- Генерал-майор (06.12.1894)
- Генерал-майор Свиты (05.04.1898)
- Генерал-лейтенант (01.01.1901)
- Генерал-адъютант (01.01.1901)

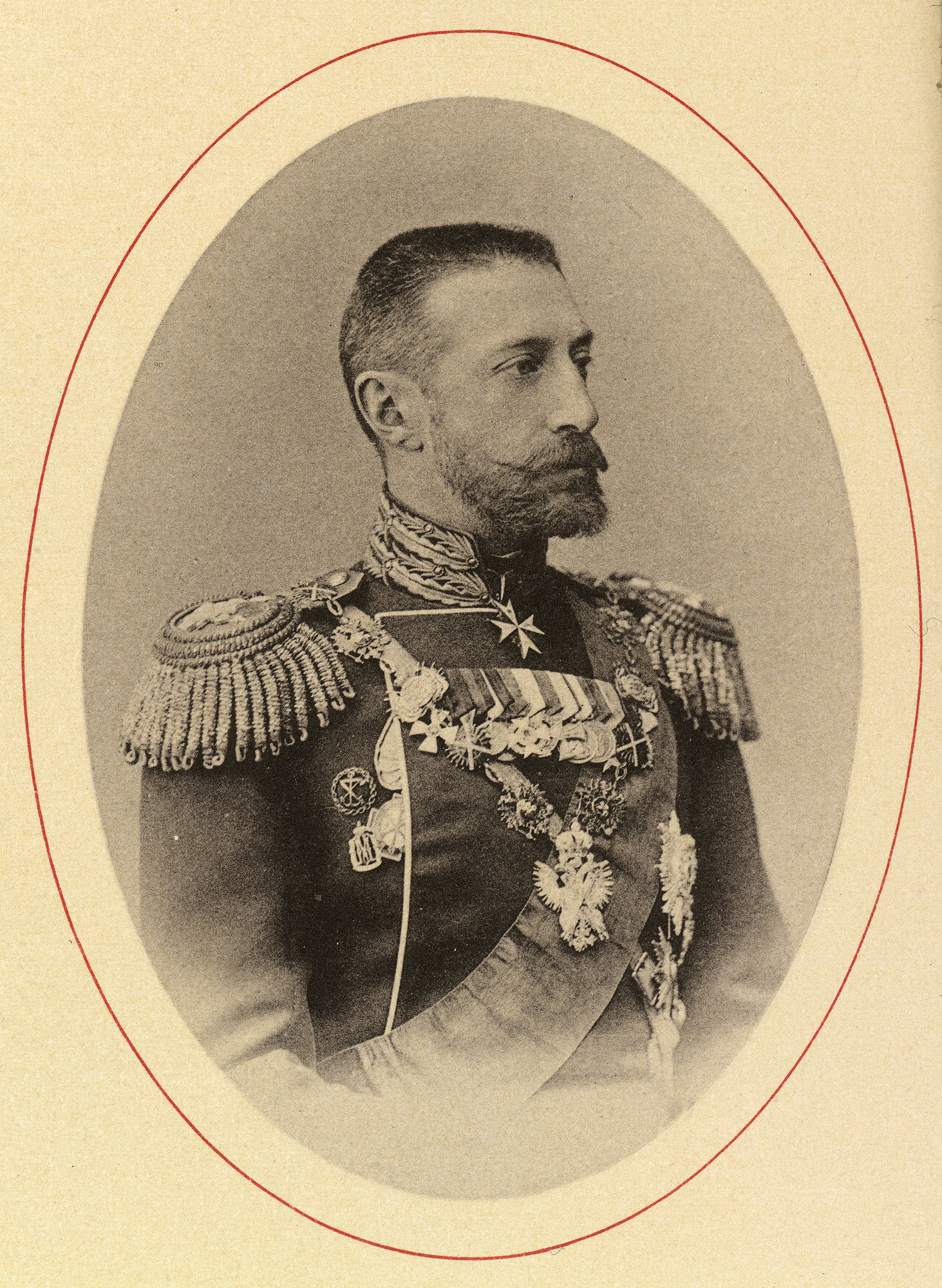
Великий князь Константин КОнстантинович в парадной генеральской форме. Фотография сделана в ателье Роберто Пазетти, около 1896 г.

- Генерал от инфантерии (06.12.1907)

## Награды
- Орден Святого Андрея Первозванного (26.09.1858)
- Орден Святого Александра Невского (26.09.1858)
- Орден Святой Анны 1-й степени (26.09.1858)
- Орден Белого орла (11.06.1865)
- Орден Святого Станислава 1-й степени (11.06.1865)
- Орден Святого Георгия 4-й степени (17.10.1877)
- Орден Святого Владимира 3-й степени (14.05.1896)
- Орден Святого Владимира 2-й степени (06.12.1903)
- Орден Святого Владимира 1-й степени (1913)
- Светло-бронзовая медаль «В память русско-турецкой войны 1877—1878» (02.05.1878)
- Серебряная медаль «В память коронации Императора Николая II» (02.04.1897)
- Медаль «За труды по первой всеобщей переписи населения» (22.04.1897)
- Медаль «В память 200-летия Полтавской битвы» (27.06.1909)
- Знак отличия беспорочной службы за XLV лет (01.1915)

Иностранные:
- Вюртембергский орден Вюртембергской короны 1-й степени (26.04.1874)
- Мекленбург-Шверинский орден Вендской короны 1-й степени (16.08.1874)
- Датский орден Слона (25.06.1875)
- Греческий орден Спасителя 1-й степени (10.08.1875)
- Румынская медаль «За военные заслуги»[англ.] (20.10.1877)
- Саксен-Альтенбургский орден Саксен-Эрнестинского дома 1-й степени с мечами (15.03.1878)
- Ольденбургский орден Заслуг герцога Петра-Фридриха-Людвига (30.04.1878)
- Мекленбург-Шверинский крест «За военные заслуги»[нем.] (1878)
- Румынский крест «За переход через Дунай» (1878)
- Сербская медаль «За военное отличие» (01.05.1878)
- Черногорская медаль «За военное отличие» (01.05.1878)
- Греческий орден Спасителя 4-й степени (21.05.1878)
- Французский орден Почётного Легиона 1-й степени (30.08.1878)
- Прусский орден «Pour le Mérite» (26.11.1878)
- Черногорский орден Князя Даниила I 1-й степени (1882)
- Болгарский орден «Святой Александр» (1883)
- Прусский орден Чёрного орла (1883)
- Шаумбург-Липпский Фамильный орден 1-й степени (1885)
- Гессен-Дармштадтский орден Людвига 1-й степени (1886)
- Мекленбург-Шверинский орден Грифона 4-й степени (1887)
- Испанский Орден Карлоса III 1-й степени (1887)
- Саксен-Веймарский орден Белого сокола (1887)
- Французский орден Академических пальм 2-й степени (22.02.1894)
- Австрийский Королевский венгерский орден Святого Стефана, большой крест (22.04.1897)
- Шведский орден Серафимов (18.09.1897)
- Итальянский Высший орден Святого Благовещения (03.07.1902)
- Сиамский орден Королевского дома Чакри (03.11.1902)
- Японский Высший орден Хризантемы (18.06.1909)
- Болгарский орден «За заслуги» с бриллиантами (18.02.1910)
- Сербский орден Звезды Карагеоргия 1-й степени (11.08.1911)

## Семья и дети

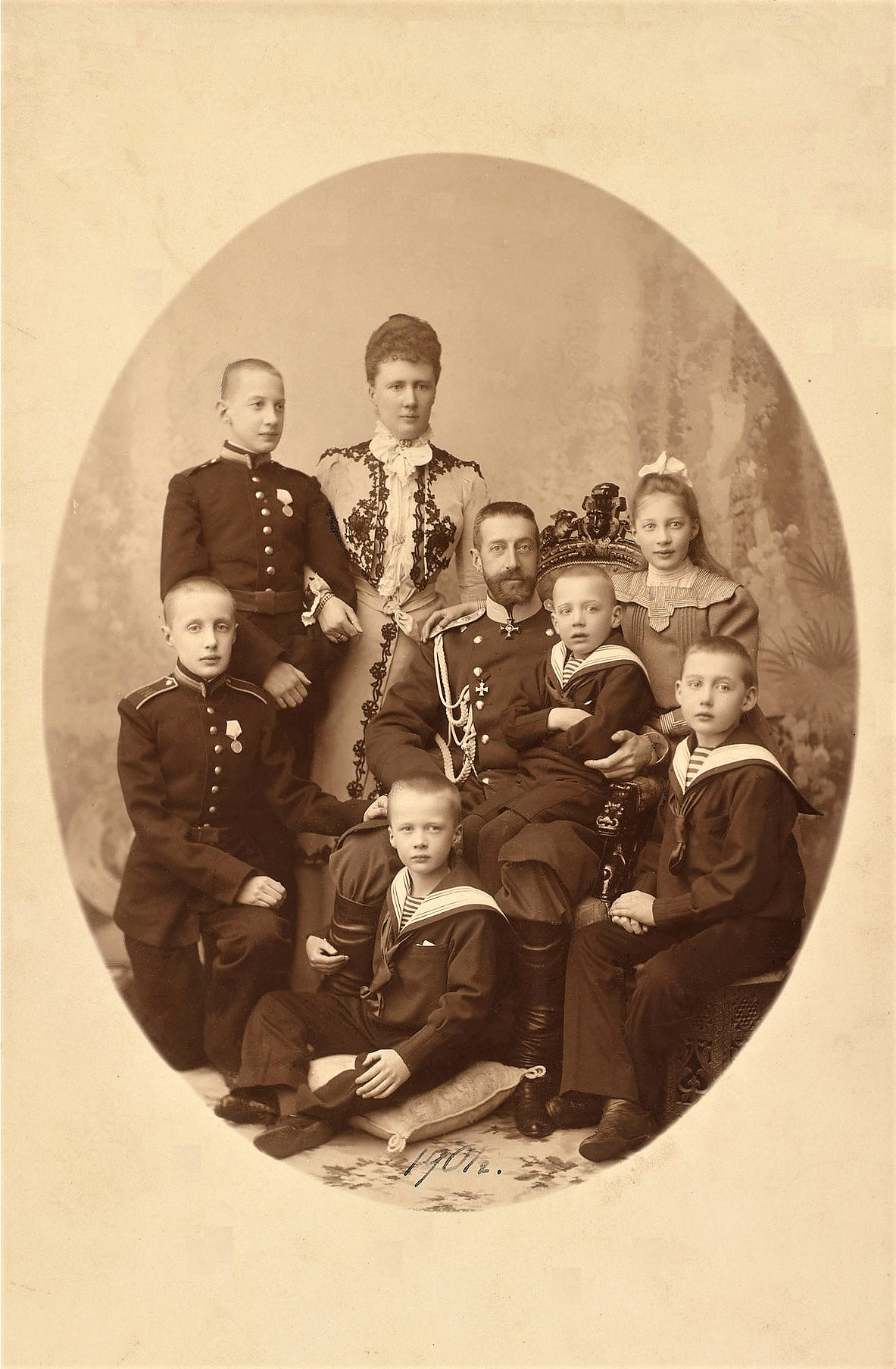
Великий князь Константин Константинович и Великая княгиня Елизавета Маврикиевна с детьми. 1901 г.

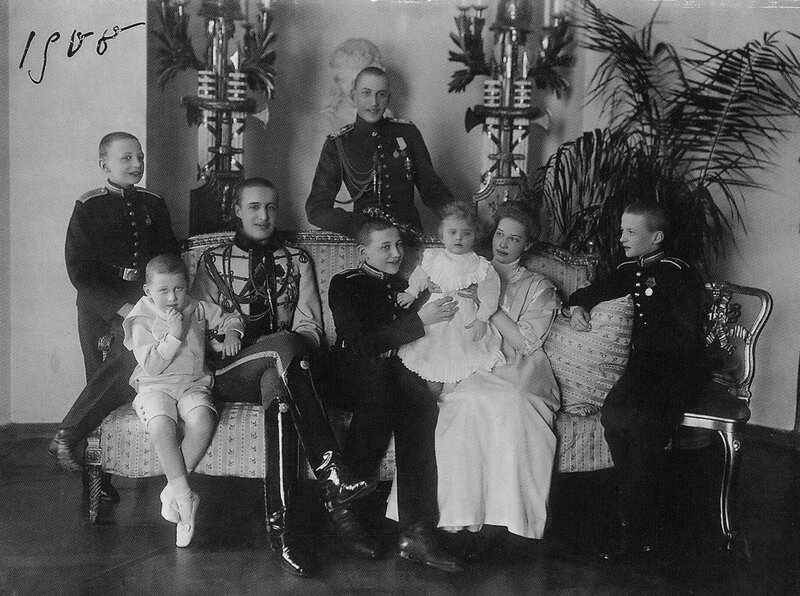
Дети Великого князя Константина Константиновича. Ок.1908 г.

Венчался 15 апреля 1884 года в соборной церкви Зимнего дворца по православному обряду с принцессой Елизаветой Августой Марией Агнессой, второй дочерью принца Саксен-Альтенбургского, герцога Саксонского Морица и принцессы Августы, урождённой принцессы Саксен-Мейнингенской (русское имя — Елизавета Маврикиевна; православия не принимала). Супруга приходилась ему одновременно троюродной сестрой и троюродной племянницей. Оба были потомками российского императора Павла I и Фридриха Саксен-Гильдбурггаузенского, герцога Саксен-Альтенбургского. В браке родилось девять детей:
- Иоанн (1886—1918), убит большевиками;
- Гавриил (1887—1955), был арестован, спасён от расстрела Максимом Горьким, уехал в Финляндию, а затем в Париж; автор воспоминаний[16];
- Татьяна (1890—1979), вышла замуж за князя Константина Багратион-Мухранского, погибшего в начале Первой мировой войны. В 1921 году вышла замуж за Александра Короченцова (морганатический брак), умершего через год. Окончила жизнь в монашестве с именем Тамара (в память о царице Тамаре, потомком которой был её первый муж) настоятельницей Елеонского монастыря в Иерусалиме[17].
- Константин (1891—1918), поручик лейб-гвардии Измайловского полка, георгиевский кавалер, убит большевиками.
- Олег (1892—1914), погиб на фронте во время Первой мировой войны[18];
- Игорь (1894—1918), убит большевиками;
- Георгий (1903—1938), умер в Нью-Йорке в возрасте 35 лет после неудачной операции;
- Наталия (1905), умерла во младенчестве;
- Вера (1906—2001), никогда не состояла в браке. Умерла в Нью-Йорке.

Дневниковые записи великого князя, переданные К. Р. в архив Российской академии наук с условием опубликования не ранее, чем через 90 лет после его смерти (опубликованы в 1994), содержат упоминания о гомосексуальных контактах Константина Константиновича:
Мой тайный порок совершенно овладел мною. Было время, и довольно продолжительное, что я почти победил его, от конца 1893-го до 1900-го. Но с тех пор, и в особенности с апреля текущего [1903] года (перед самым рождением нашего очаровательного Георгия), опять поскользнулся и покатился (и до сих пор качусь) как по наклонной плоскости: всё ниже и ниже.

## Творчество

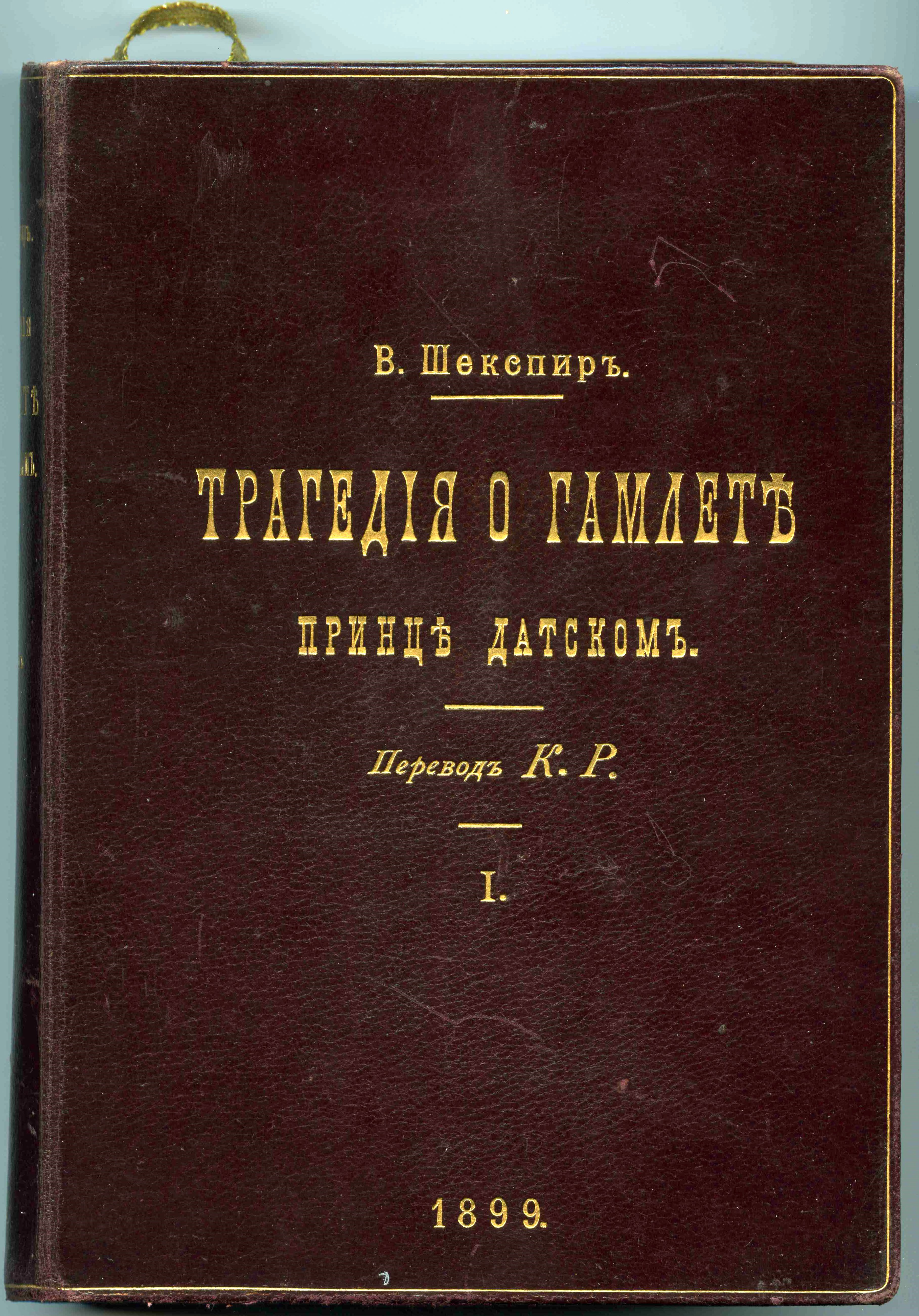
Трагедия о Гамлете, принце датском. Перевод К. Р. Санкт-Петербург, 1899

Был известным русским поэтом, автором нескольких сборников. Собственные стихи Константин Романов начал писать ещё в юношеском возрасте. Во время поездки в Крым в мае 1879 года он сочинил в Ореанде «первое удачное» стихотворение — «Задремали волны…», которое было опубликовано в августовском номере за 1882 год журнала «Вестник Европы». Стихотворение было подписано криптонимом К. Р. (Константин Романов). Впоследствии его положат на музыку Ц. А. Кюи, С. В. Рахманинов. Следующие пять стихотворений были опубликованы в журнале «Вестник Европы» (IX кн., С. 287—290) в 1882 году под общим заголовком «В Венеции» («Мост Вздохов», «Помнишь, порою ночною», «Баркарола», «Надпись к картине», «Скользила гондола моя над волной»).
Первый сборник, включавший стихотворения 1879—1885 годов, вышел в 1886 году. В 1888 году издал первую поэму «Севастиан-мученик», затем сборники: «Новые стихотворения К. Р.», «Третий сборник стихотворений К. Р.» (1900), «Стихотворения К. Р.» (1901).
С великим князем вели переписку И. А. Гончаров, Я. П. Полонский, А. А. Фет, ценивший его вкус и даже поручавший ему исправлять свои стихи. О поэтическом творчестве К. Р. восторженно отзывался П. И. Чайковский, которому великий князь посвятил одно из своих стихотворений («О люди, вы часто меня язвили так больно…»).
Принадлежал к так называемой старой школе, был продолжателем классических традиций. Первоклассным талантом поэт К. Р. не обладал, но занял своё место в истории русской литературы. Многие его стихотворения отличались мелодичностью и были положены на музыку (самое известное — романс «Растворил я окно…» с музыкой П. И. Чайковского, сочинившего музыку также на «Я сначала тебя не любила…», «Вот миновала разлука» и другие стихотворения К. Р.). Сам написал несколько романсов на стихи В. Гюго («Луч денницы блеснул, дорогая»), А. К. Толстого («Не верь мне, друг, когда в избытке горя», «О, не пытайся дух унять тревожный» и «Горними тихо летела душа небесами»), А. Н. Майкова («Он уж снился мне когда-то» и «Далеко, на самом море») — впервые они были напечатаны в 1880 году в Германии; в 1889 году нотоиздательство П. Юргенсона выпустило их в Москве.
К. Р. перевёл на русский язык трагедию Ф. Шиллера «Мессинская невеста», трагедию И. В. Гёте, шекспировского «Короля Генриха IV». Автор удачного перевода шекспировского «Гамлета» на русский язык, над которым работал с 1889 по 1898 год; перевод с обширными комментариями в трёх томах был издан в 1899 году и неоднократно переиздавался.
К 100-летию со дня рождения А. С. Пушкина написал текст Торжественной кантаты в память поэта. Кантата была положена на музыку Александром Глазуновым и исполнена на торжественном чрезвычайном заседании Академии наук в честь юбилея.
Пьесу К. Р. на евангельский сюжет «Царь Иудейский» и авторские примечания к ней М. А. Булгаков использовал как материал для романа «Мастер и Маргарита».
Но особую, народную любовь снискали стихи К. Р. «Умер бедняга в больнице военной». Песня в исполнении Надежды Плевицкой на музыку Якова Пригожего, записанная на граммофоне и разошедшаяся в виде грампластинки по самым отдалённым уголкам Российской империи (а затем русские эмигранты разнесли её по всему миру), была популярной среди солдат Первой мировой войны не только из-за её особой проникновенности. Вот что пишет литературовед Юрий Никонычев в предисловии к поэтическому сборнику К. Р.:
Незадолго перед своей свадьбой К. Р. заступил на должность командира роты Измайловского полка. Служа в полку, он проникся сердечным участием к нелегкой службе солдат-измайловцев и написал о них немало превосходных стихотворений, впоследствии составивших цикл «Из полковой жизни». Одно из этих стихотворений, «Умер, бедняга», стало вскоре народной песней. Несмотря на то, что критика того времени причисляла К. Р. к «эстетам», сторонящимся действительных сторон простой жизни, сам поэт искренне любил русского солдата, но любил его без надрыва, без ложной, усердно нагнетаемой сентиментальности, как часто поступали поэты-некрасовцы. Описывая в стихотворении «Умер, бедняга» существующий неприглядный порядок похорон солдата, когда покойного обряжали в «старый мундир» и отпевали в госпитальной часовне, а потом взвод провожал лишь до первого поворота улицы одинокие дроги с гробом, следовавшие далее до могилы без сопровождения, где «люди чужие» предавали останки умершего земле, К. Р. с сердечной болью поведал об этом ритуале, ни словом, ни интонацией не выразив недовольства в стихотворении, потому что для него правда жизни, которую он изобразил, значила более, чем собственные гневные осуждения этой правды. Но уже как должностное лицо он предпринял все меры для пересмотра положения о солдатских похоронах, и вскоре были утверждены новые правила погребения нижних чинов.
В результате в 1909 году были приняты «Правила погребения нижних чинов» — пример уважительного отношения государства к усопшим вне зависимости от их социального статуса и служебного ранга.

## Музей
В 2022 году в Осташёво открыт Музей семьи великого князя Константина Константиновича. Музей расположен в здании бывшего двухклассного училища, построенного великокняжеской семьёй в 1916 году в память о князе императорской крови Олеге Константиновиче, геройски погибшем в начале Первой мировой войны.